# II Divisão B de 2011–12
A época de 2011–12 foi a penúltima temporada com o atual modelo para o terceiro nível do futebol português. Esta foi a sua 68ª edição. 
Quarenta e oito equipas participaram nesta prova, distribuídas por três grupos de dezasseis equipas, disputado a duas voltas.
Os primeiros classificados de cada série: Varzim SC, Tondela e CD Fátima dispustaram a 2ª fase a 2 voltas para decidir os 2 clubes a subirem de divisão. O Varzim SC apesar de se sagrar campeão viria a manter-se na II Divisão devido a problemas financeiros, sendo substituído pelo Portimonense (último classificado da Liga Orangina. Assim as únicas equipas a subir de divisão foram o Tondela (2º lugar da 2ª fase) e Marítimo B, este último devido ao alargamento da Liga Orangina que contemplava a entrada de 6 equipas BB.

## Zona Norte
|     | Equipa             | Pts | J  | V  | E  | D  | GM | GS | +/- | Notas                           |
| --- | ------------------ | --- | -- | -- | -- | -- | -- | -- | --- | ------------------------------- |
| 1º  | Varzim SC          | 68  | 30 | 20 | 8  | 2  | 48 | 12 | 36  | Play-Off acesso à Liga Orangina |
| 2º  | AD Fafe            | 54  | 30 | 16 | 6  | 8  | 46 | 29 | 17  |                                 |
| 3º  | GD Chaves          | 54  | 30 | 15 | 9  | 6  | 41 | 26 | 15  |                                 |
| 4º  | SC Mirandela       | 52  | 30 | 14 | 10 | 6  | 55 | 32 | 23  |                                 |
| 5º  | FC Tirsense        | 44  | 30 | 11 | 11 | 8  | 39 | 29 | 10  |                                 |
| 6º  | AD Os Limianos     | 44  | 30 | 11 | 11 | 8  | 34 | 25 | 9   |                                 |
| 7º  | Ribeirão           | 44  | 30 | 10 | 14 | 6  | 39 | 31 | 8   |                                 |
| 8º  | C.D. Ribeira Brava | 42  | 30 | 12 | 6  | 12 | 33 | 37 | -4  |                                 |
| 9º  | F.C. Famalicão     | 39  | 30 | 10 | 9  | 11 | 29 | 32 | -3  |                                 |
| 10º | Macedo Cavaleiros  | 39  | 30 | 10 | 9  | 11 | 43 | 48 | -5  |                                 |
| 11º | FC Vizela          | 38  | 30 | 9  | 11 | 10 | 40 | 42 | -2  |                                 |
| 12º | Marítimo B         | 38  | 30 | 10 | 8  | 12 | 41 | 45 | -4  |                                 |
| 13º | AD Camacha         | 34  | 30 | 8  | 10 | 12 | 29 | 36 | -7  | Despromoção à III Divisão       |
| 14º | AD Lousada         | 32  | 30 | 8  | 8  | 14 | 30 | 45 | -15 | Despromoção à III Divisão       |
| 15º | Merelinense FC     | 16  | 30 | 3  | 7  | 20 | 33 | 68 | -35 | Despromoção à III Divisão       |
| 16º | AD Oliveirense     | 10  | 30 | 1  | 7  | 22 | 14 | 57 | -43 | Despromoção à III Divisão       |

## Zona Centro
|     | Equipa             | Pts | J  | V  | E  | D  | GM | GS | +/- | Notas                           |
| --- | ------------------ | --- | -- | -- | -- | -- | -- | -- | --- | ------------------------------- |
| 1º  | Tondela            | 63  | 30 | 19 | 6  | 5  | 49 | 22 | 27  | Play-Off acesso à Liga Orangina |
| 2º  | Espinho            | 62  | 30 | 19 | 5  | 6  | 50 | 32 | 18  |                                 |
| 3º  | Operário           | 52  | 30 | 15 | 7  | 8  | 34 | 26 | 8   |                                 |
| 4º  | Boavista           | 50  | 30 | 15 | 5  | 10 | 43 | 31 | 12  |                                 |
| 5º  | Amarante           | 49  | 30 | 13 | 10 | 7  | 48 | 30 | 18  |                                 |
| 6º  | S. João de Ver     | 49  | 30 | 15 | 4  | 11 | 43 | 46 | -3  |                                 |
| 7º  | Gondomar           | 44  | 30 | 13 | 5  | 12 | 27 | 31 | -4  |                                 |
| 8º  | Cinfães            | 43  | 30 | 12 | 7  | 11 | 35 | 40 | -5  |                                 |
| 9º  | Coimbrões          | 42  | 30 | 9  | 15 | 6  | 30 | 31 | -1  |                                 |
| 10º | Anadia             | 40  | 30 | 11 | 7  | 12 | 45 | 42 | 3   |                                 |
| 11º | Padroense          | 39  | 30 | 11 | 6  | 13 | 47 | 50 | -3  |                                 |
| 12º | Aliados Lordelo    | 37  | 30 | 10 | 7  | 13 | 41 | 40 | 1   |                                 |
| 13º | Oliveira do Bairro | 28  | 30 | 7  | 7  | 16 | 34 | 50 | -16 | Despromoção à III Divisão       |
| 14º | Angrense           | 23  | 30 | 5  | 8  | 17 | 36 | 49 | -13 | Despromoção à III Divisão       |
| 15º | Paredes            | 23  | 30 | 6  | 5  | 19 | 30 | 50 | -20 | Despromoção à III Divisão       |
| 16º | Madalena           | 21  | 30 | 5  | 6  | 19 | 32 | 54 | -22 | Despromoção à III Divisão       |

## Zona Sul
|     | Equipa                  | Pts | J  | V  | E  | D  | GM | GS | +/- | Notas                           |
| --- | ----------------------- | --- | -- | -- | -- | -- | -- | -- | --- | ------------------------------- |
| 1º  | CD Fátima               | 63  | 30 | 18 | 6  | 6  | 50 | 30 | 27  | Play-Off acesso à Liga Orangina |
| 2º  | Oriental Lisboa         | 62  | 30 | 16 | 8  | 6  | 49 | 17 | 18  |                                 |
| 3º  | SCU Torreense           | 52  | 30 | 15 | 11 | 4  | 47 | 27 | 8   |                                 |
| 4º  | AD Carregado            | 50  | 30 | 15 | 8  | 7  | 57 | 38 | 12  |                                 |
| 5º  | CD Pinhalnovense        | 49  | 30 | 16 | 5  | 9  | 47 | 32 | 18  |                                 |
| 6º  | CD Mafra                | 49  | 30 | 10 | 16 | 4  | 33 | 22 | -3  |                                 |
| 7º  | Louletano DC            | 44  | 30 | 13 | 7  | 10 | 28 | 33 | -4  |                                 |
| 8º  | Sertanense              | 43  | 30 | 11 | 10 | 9  | 37 | 32 | -5  |                                 |
| 9º  | Estrela de Vendas Novas | 42  | 30 | 11 | 5  | 14 | 35 | 34 | -1  |                                 |
| 10º | Tourizense              | 40  | 30 | 8  | 11 | 11 | 30 | 34 | 3   |                                 |
| 11º | SU 1º Dezembro          | 39  | 30 | 8  | 10 | 12 | 28 | 29 | -3  |                                 |
| 12º | Juventude Évora         | 37  | 30 | 9  | 5  | 16 | 29 | 42 | 1   |                                 |
| 13º | GDR Monsanto            | 28  | 30 | 6  | 11 | 13 | 28 | 41 | -16 | Despromoção à III Divisão       |
| 14º | Atl. Reguengos          | 23  | 30 | 5  | 11 | 14 | 31 | 53 | -13 | Despromoção à III Divisão       |
| 15º | Moura AC                | 23  | 30 | 6  | 7  | 17 | 28 | 57 | -20 | Despromoção à III Divisão       |
| 16º | Caldas SC               | 21  | 30 | 3  | 9  | 18 | 17 | 53 | -22 | Despromoção à III Divisão       |

## Play-off de subida
Os jogos do Play-off de subida foram disputados num sistema todos contra todos a duas volta, realizados entre os dias 13 de Maio e 19 de Junho de 2012.
|    | Equipa    | Pts | J | V | E | D | GM | GS | DG |                                           |
| -- | --------- | --- | - | - | - | - | -- | -- | -- | ----------------------------------------- |
| 1º | Varzim SC | 10  | 4 | 3 | 1 | 0 | 10 | 2  | 8  | Campeão da II Divisão 2011-12             |
| 2º | Tondela   | 5   | 4 | 1 | 2 | 1 | 5  | 6  | -1 | Apuramento para a Segunda Liga de 2012–13 |
| 3º | CD Fátima | 1   | 4 | 0 | 1 | 3 | 4  | 11 | -7 |                                           |

|           | VAR | TON | FAT |
| --------- | --- | --- | --- |
| Varzim SC |     | 3-1 | 4-1 |
| Tondela   | 0-0 |     | 1-3 |
| CD Fátima | 0-3 | 2-3 |     |